# (6002) Eetión
(6002) Eetión es un asteroide que forma parte de los asteroides troyanos de Júpiter descubierto el 8 de septiembre de 1988 por Poul Jensen desde el Observatorio Brorfelde, Holbæk, Dinamarca.

## Designación y nombre
Designado provisionalmente como 1988 RO. Debe su nombre a Eetión, rey de Tebas que fue asesinado junto con sus siete hijos varones a manos de Aquiles durante el sitio de Troya.

## Características orbitales
Eetión está situado a una distancia media del Sol de 5,225 ua, pudiendo alejarse hasta 5,700 ua y acercarse hasta 4,749 ua. Su excentricidad es 0,091 y la inclinación orbital 15,55 grados. Emplea 4362,53 días en completar una órbita alrededor del Sol.

## Características físicas
La magnitud absoluta de Eetión es 10,5. Tiene 40,408 km de diámetro y su albedo se estima en 0,075. 